# 塞尔吉尼奥
塞尔吉尼奥（葡萄牙語：Serginho，1971年6月27日—），全名塞尔吉奥·克劳迪奥·多斯·桑托斯（Sergio Claudio dos Santos），是一名己退役的巴西足球運動員。
塞尔吉尼奥在1999年起便已加盟AC米兰，並開始成名。他雖然不是绝对主力，但每次出场都有一定表現，如2003年AC米蘭殺入欧洲冠军联赛決賽，塞尔吉尼奥便射入过第一粒點球，助AC米蘭贏得冠軍。

## 球會
1999/2000賽季AC米蘭從聖保羅購買了他，塞爾吉尼奧在抵達意大利後，首次在意甲的AC米蘭比賽在（1999年9月12日對佩魯賈 3-1 ）上取得了進球，以及 9月21日歐洲冠軍杯對加拉塔沙雷（ 2-1 ）中出場 。 
2003年， 他協助球隊贏得了歐洲聯賽冠軍盃決賽中與祖雲達斯的決戰，最後在曼聯的主場奧脫福球場以互射十二碼（AC米蘭3-2擊敗祖雲達斯）取得了勝利。
在2005年， AC米蘭再次進入了歐洲冠軍聯賽決賽，在伊斯坦布爾對利物浦，最終兩隊在加時賽中互無紀錄，比賽進入互射十二碼。由沙真奴主射第一球點球，但這次塞爾吉尼奧射失了點球，皮球一飛沖天，完全不中球門，他的足球已經飛過了橫梁，亦直接令AC米蘭輸掉歐冠盃。
又由於受到各種傷患困擾，塞爾吉尼奧在2007-2008賽季，在2月便從球員名單中移出，以騰出空間給柏圖。2008年5月16日，在電視特別播出的AC米蘭頻道，他和同胞卡富已宣布告別AC米蘭。
2008年5月16日， 沙真奴和卡富，宣布在本賽季結束後離開AC米蘭。塞爾吉尼奧也立即宣布在本賽季結束後退役。 5月18日他打在AC米蘭最後一場的比賽4-1烏迪內斯，同時是他最後一場比賽，在終場哨響時，麥克風新聞記者，都深表感動。

## 國家隊
沙真奴能夠勝任左翼鋒和左後衛位置，但因在球會不是必然正選，他較少入選巴西國家隊，沒有出席2002年和2006年兩屆世界杯。

## 主要榮譽
- 意甲冠軍: 2003-04
- 意大利盃冠軍: 2002-03
- 歐洲聯賽冠軍盃冠軍 二次: 2003, 2007
- 世界冠軍球會盃冠軍 : 2007
- 歐洲超級盃冠軍 二次: 2003, 2007